# インティブカ県
インティブカ県（スペイン語: Departamento de Intibucá）は、ホンジュラスの県。県都はラ・エスペランサ。総面積は3072平方キロ、人口は2005年の推計で20万2140人である。
1883年にラパス県とグラシアス県（後のレンピーラ県）から一部が分かれて設置された。1895年の国勢調査によると、その年の人口は1万8957人であった。

## 隣接する県
- サンタ・バルバラ県
- コマヤグア県
- ラパス県
- モラサン県
- サン・ミゲル県
- カバーニャス県
- レンピーラ県

## 下位行政区
県は下記の17市（ムニシピオ）からなる。
1. カマスカ (Camasca)
2. コロモンカグア (Colomoncagua)
3. コンセプシオン (Concepción)
4. ドローレス (Dolores)
5. インティブカ (Intibucá)
6. ヘスス・デ・オトロ (Jesús de Otoro)
7. ラ・エスペランサ (La Esperanza)
8. マグダレーナ (Magdalena)
9. マサグアラ (Masaguara)
10. サン・アントニオ (San Antonio)
11. サン・フランシスコ・デ・オパラカ (San Francisco de Opalaca)
12. サン・イシドロ (San Isidro)
13. サン・フアン (San Juan)
14. サン・マルコ・デ・シエラ (San Marco de Sierra)
15. サン・ミゲリート (San Miguelito)
16. サンタ・ルシア (Santa Lucía)
17. ヤマランギラ (Yamaranguila)